# IC 4807
IC 4807 је спирална галаксија у сазвјежђу Паун која се налази на листи објеката дубоког неба у Индекс каталогу.
Деклинација објекта је - 56° 55' 48" а ректасцензија 19h 2m 17,8s. Привидна величина (магнитуда) објекта IC 4807 износи 13,5 а фотографска магнитуда 14,2. IC 4807 је још познат и под ознакама ESO 183-37, AM 1858-565, IRAS 18580-5700, PGC 62696.